# 林維源
林維源（りんいげん、1840年3月21日-1905年6月16日）、字は時甫、号は冏卿、台湾板橋林家に生まれる。
台湾の開墾事業で財を築いた林本源の林国華の子として生まれ、父の死去により1857年に林本源の族長となる。1877年より清政府に度々献金し、清仏戦争では巨額の拠金を行なった。
劉銘伝が台湾巡撫として派遣された際、生番を招撫し、内患を除き、番地を墾殖し、擴張疆域を拡大する政策を首尾一貫唱え、大渓に撫墾局を設置した。林維源は1886年、太常寺少卿の身分で幇弁台湾撫墾大臣に任じられ、台湾北部の撫墾に関する事務を統括するようになった。
幇弁撫墾大臣は弁台湾撫墾大臣の指揮下に置かれていたが、実際には台湾北部山地及び原住民区域の実質的な統治者であった。林維源は清代の台湾に於ける唯一の台湾籍の地方主官として活躍した。
林維源は任期中清軍と原住民の衝突を処理し、特に文化方面では、台北大天后宮に番学堂を設置し原住民の教化に当たり、大渓の原住民学童を板橋に引率し文物見学などを実施している。撫墾活動は1886年前後に新規開発した田地が1万畝に及ぶ成果をもたらした。その後も劉銘伝を補佐し台湾の農業政策に従事、1890年には太僕寺卿に封じられた。
また商業方面では当時最大の茶葉取扱商の建祥号を経営したり、建昌公司を設立し不動産事業に進出したりと活躍していた。また兄である林維譲と共に50万両の私財を台湾鉱物鉄道建設に投じたり、樟脳輸出事業に進出したりと各種事業に参加している。
1895年の台湾民主国成立後は議院議長に推挙されたが辞退し、日本国籍になるのを嫌って家族とともに廈門に逃れた。林本源の家産は数名の菅事によって管理され、台湾での収入は固定財産費以外すべて廈門に輸送された。その莫大な資産と声望によって南清第一の紳士と謳われた。